# Горня (Румунія)
Горня (рум. Gornea) — село у повіті Караш-Северін в Румунії. Входить до складу комуни Сікевіца.
Село розташоване на відстані 337 км на захід від Бухареста, 68 км на південь від Решиці, 129 км на південь від Тімішоари.

## Населення
За даними перепису населення 2002 року у селі проживали 662 особи.
Національний склад населення села:
| Національність | Кількість осіб | Відсоток |
| -------------- | -------------- | -------- |
| румуни         | 654            | 98,8 %   |
| цигани         | 6              | 0,9 %    |

Рідною мовою назвали:
| Мова      | Кількість осіб | Відсоток |
| --------- | -------------- | -------- |
| румунська | 654            | 98,8 %   |
| циганська | 6              | 0,9 %    |